# Круг лажи
Круг лажи (енгл. Body of Lies) је амерички шпијунски акциони трилер филм из 2008. режисера Ридлија Скота у коме главне улоге тумаче Леонардо Дикаприо, Расел Кроу и Марк Стронг.

## Радња
Роџер Ферис (Леонардо Ди Каприо) је официр ЦИА у Ираку који прати терористе Ал-Салима. Повремено се састаје са Низаром, чланом терористичке организације који је спреман да пружи информације у замену за азил у Северној Америци.
Упркос приговорима његовог шефа Еда Хофмана (Расел Кроу), Ферис пристаје да склони Низара. Низар се користи као пешак за лов на остатак своје ћелије; Када је Низар ухваћен, Ферис је приморан да га упуца како би спречио да Ферис и његов колега Басам (Оскар Ајзак) буду разоткривени. Међутим, Ферис и Басам, бесни због Хофмановог одбијања да реагују на основу информација које је дао Низар, шаљу се да претраже сигурну кућу у Баладу у Ираку о којој им је Низар рекао. Ферис види мушкарце како пале записе и покушава их преварити да уђу у зграду, али је разоткривен. У пуцњави и потјери која је услиједила, Ферисов и Бассамов ауто је погођен РПГ-ом. Ферис и неколико спашених дискова су превезени, али Басам је погинуо у експлозији.
У међувремену, непознати терористи у Британији планирају да изврше још терористичких напада у Манчестеру након напада на аутобусе у Шефилду. Али експлодирају када полиција дође у њихову кућу. Након опоравка, Ферис је послат у Јордан да настави потрагу за Ал-Салимом. Тамо, Ферис преговара о сарадњи са Ханијем Саламијем (Марк Стронг), шефом јорданске Генералне обавештајне управе. Захваљујући обавештајним подацима које је Ферис добио у Баладу, Хофман лоцира Ал-Салимово скровиште у Јордану и наређује Ферису да га држи под присмотром. Истовремено, Хофман организује (без Ферисовог знања) „споредну операцију” уз помоћ локалних агената.
Један од терориста бежи да обавести своје колеге о разоткривању скровишта, Ферис га прогања и убија на такав начин да смрт изгледа као насумична пљачка. Салами ("својим каналима") потврђује ову верзију убиства за оне који су остали у склоништу. Ферис критикује Хофмана због вођења „споредних операција“ за које верује да ометају главну операцију и каже Хофману да их заустави. У болници, где Ферис одлази да се вакцинише против беснила због уједа паса током мисије, упознаје медицинску сестру Аишу (Голшифтех Фарахани) и развија романтична осећања према њој. У Европи, терористи су извршили експлозију на пијаци цвећа у Амстердаму, при чему је погинуло 75 људи, а стотине повређено.
Након што је открио да је један од мушкараца који живе у скровишту бивши мали криминалац Мустафа Карами, Салами одводи Карамија у пустињу и тера га да ради за јорданске обавештајне службе, претећи да ће га предати као доушника ако одбије да сарађује. Хофман тражи од Салами да искористи Карамија, али он одбија, верујући да је пред нама важнија операција. Без знања Фериса и Салами, Хофман наређује Скипу да прати Карамија и да га киднапује. Карами бежи и обавештава терористе у скровишту да се скровиште надгледа и они га напуштају. Салами је заробио Ферисовог колегу Скипа. Салами оптужује Фериса да је знао за Карамијеву отмицу, оптужујући Фериса да лаже и открива скровиште. Ферис је на крају протеран из Јордана.
Ферис се враћа Хофману у Вашингтон и они развијају нови план да пронађу Ал-Салима. Сумњајући да је више мотивисан поносом него идеологијом, изводе лажни терористички напад и за идејног творца додељују Омара Садикија, невиног јорданског архитекту, надајући се да ће Ал-Салим изаћи из скровишта и покушати да га контактира. Ал-Салим види вести о нападу и ухвати мамац. Салами позива Фериса да се врати у Јордан и дели његове сумње да је Омар Садики терориста, иако се Ферис прави да ништа не зна. Ферис касније покушава да спасе Садикија од киднаповања од стране Ал-Салимових послушника, али не успева и види свог колегу умало погинуо у саобраћајној несрећи. Током испитивања, Садики негира било какву повезаност са терористичким нападом. Касније је пронађен претучен и мртав.
Ферис се враћа у свој стан и открива да је Ајша киднапована. Он очајнички тражи помоћ од Салами, признајући да је измислио терористичку ћелију Омара Садикија и напад. Салами одбија да помогне јер га је Ферис раније преварио. Ферис се нуди у замену за Аишу и бива одведен у сред пустиње, а Хофман све посматра преко дрона. Феррис је окружен са неколико теренских возила, који се крећу у круг да би створили облак прашине пре него што покупе Фериса. Облак прашине заклања Хофманов поглед, што му отежава да одреди у ком се од теренских возила, који сада крећу у различитим правцима, Ферис.
Ферис је пребачен преко границе у Сирију, где ће га испитивати Ал-Салим. Када Ферис пита Ал-Салима за Аишу, речено му је да га је неко лагао и да је преварен. Ферис каже Ал-Салиму да у његовој организацији постоји доушник (Карами) који ради за Фериса, и сходно томе Ал-Салим ради за Фериса. Ал-Салим не верује Ферису, туче га, укључује видео камеру и наређује његово погубљење. Салами и његови агенти стижу у последњем тренутку, спасавајући Ферисов живот. Ал-Салима је у сопственом теренцу ухапсио Марван Се-Кија, припадник Саламијеве службе безбедности.
Салами посећује Фериса у болници и открива да је он организовао Аисхину отмицу и организовао да Ал-Салим ухвати Фериса, користећи Карамија као посредника. Изгубивши вољу за борбом у овом „рату“, Ферис одлази и одлази код Аише.

## Улоге
| Глумац            | Улога       |
| ----------------- | ----------- |
| Леонардо Дикаприо | Роџер Ферис |
| Расел Кроу        | Ед Хофман   |
| Марк Стронг       | Хани Салам  |
| Оскар Ајзак       | Басам       |